# Лека Матранга
Лека Матранга (Пјана дела Албанези 1567 - Палермо, 1619) је био арбански свештник и писац са Сицилије, Италија. 1592. године објавио је прве стихове на арбрешком језику са називом "Побожне песме". 

## Биографија
Лека Матранга је био арбрешки свештеник који је био из Пјане дела Албанези, највећег и најнасељенијег албанског града на Сицилији у Италји. Студирао је на Папинском грчком колеџу Светог Атаназија (Collegio Greco di Sant'Atanasio) у Риму. Tамо је студирао древну грчку и латинску културу.
О његовом приватном животу не зна се пуно, али се зна да је управо он био аутор дела Хришћанска доктрина (E mbsuame e krështerë). Ова књига, написана 1592. године, је први филолошки документ написан на тоскијском дијалекту и други документ написан на албанском, одмах након Meshari (Molitvenik na albanskom), који је написао Ђон Бузуку (Gjon Buzuku). 

### Дело
Овај текст представља превод једног дела на латинском. Копија овог превода постоји у три варијанте, а једна од тих варијанти је сачувана и данас у Ватиканској Библиотеци. Међутим, објављено издање овог превода има пуно грешака и њега је открио Марио Року. Матранга је за свој текст искористио језик арбреша, који се говорио у Пјани дела Албанези, а искористио га је тако да га могу разумети и арбреши из осталих колонија.
Дело Леке Матранга, садржи и једну песму са осам стиха која представља прву врсту стиха написаног на албанском. Матранга је истакао да је овај превод написао да би га користили и албанци који нису разумели латински и италијански. Дело садржи само 28 страница.

## Назив дела
- Хришћанска Доктрина (Рим,1592), на италијанском познат и као "Dottrina Cristiana".